# Бейтский колледж
Бейтский колледж (англ. Bates College) — гуманитарный частный университет, расположенный в Льюистоне, штат Мэн, США. 

## История
Бэйтский колледж был основан в 1855 году. Является одним из первых колледжей в США с совместным обучением, а также является старейшим непрерывно действующим учреждением совместного обучения в Новой Англии.

## Bates College Museum of Art
Художественный музей Бейтс-колледжа был основан в 1955 году как галерея «Угроза» в недавно построенном здании Петтигрю в Бейтс-колледже. Норма Бергер, племянница известного американского художника из штата Мэн Марсдена Хартли, пожертвовала большую коллекцию при основании музея. В 1986 году галерея переехала в новый Центр искусств Олин и получила свое нынешнее название. После реконструкции и монтажа новое и расширенное пространство позволило музею организовывать крупные научные выставки современных и исторических художников. За последнее десятилетие коллекция расширилась, в ней собрано больше произведений искусства всех жанров и поддерживается образовательная программа по различным дисциплинам. С 2023 года директором музея является Дэн Миллс.

## Известные сотрудники и студенты
- Гасанов, Руфат Рауфович  (1987) — азербайджанский кинорежиссёр, член Европейской киноакадемии.
- Кеннеди, Роберт (1925—1968) — американский политический и государственный деятель.
- Маски, Эдмунд (1914—1996) — американский политик-демократ и государственный деятель. Избирался губернатором штата Мэн, сенатором. Занимал пост государственного секретаря США и был кандидатом в вице-президенты США.
- Поуп Эл, Уильям (1955) — американский художник, известный прежде всего работой в жанрах перформанса и интервенций в пространстве public art[5]. Участвовал в Биеннале Уитни (Нью-Йорк, 2002).